# 7213 Conae
7213 Conae este un asteroid din centura principală, descoperit pe 31 mai 1967, de Observatorio Félix Aguilar.